# Tres dólares de plomo
Tres dólares de plomo (en italiano: Tre dollari di piombo) es una película spaghetti western de coproducción italo-española-francesa  de 1964 dirigida por Pino Mercanti.

## Argumento
Cuando Rudy Wallace regresa al rancho de su padre, lo encuentra completamente destruido. Toda el área de Dallas está bajo el gobierno del rico Morrison, que quiere deshacerse de los problemáticos granjeros locales con la ayuda del violento Mark y también es responsable de la muerte del padre de Wallace. Después de intentar sin éxito que otros residentes actúen contra Morrison, Rudy lo persigue por su cuenta, pero es en un principio impedido por el sheriff Raf, quien persigue a Wallace por una pelea. Raf llega a conocer el carácter de Rudy y eventualmente lo ayuda a completar su venganza.

## Reparto
- Fred Beir como Rudy Wallace.
- Evi Marandi como Anne (como Evy Harandis).
- Francisco Nieto como Morrison.
- Richard Saint-Bris como Laurence (como Rich San Bris).
- Dina De Santis (como Dina De Saint).
- Olivier Mathot como Secuaz de Morrison (como Oliver Mathot).
- Roberto Messina como Mark (como Roberto Messenger).
- Ángel Álvarez
- Andrea Fantasia como ex-sheriff.

## Estreno
La taquilla en Italia fue de 100 millones de liras.

## Recepción
El Lexikon des internationalen Films lo resumía brevemente: «Eurowestern entre la brutalidad y el idilio». Christian Kessler lo expresó un poco más cínicamente: «Otra de esas películas en las que no cometes demasiados errores si prefieres leer un buen libro»; viendo en ella «historia de venganza rancia» con «líneas de diálogo polvorientas».